# پروتون ویرا
پروتون ویرا (به انگلیسی: Proton Wira) خودرویی‌ست که از سال ۱۹۹۳ تا ۲۰۰۹ توسط شرکت مالزیایی پروتون تولید شده‌است. طراحی آن خودروهای موتور جلو-محور جلو بوده وزن آن در حالت طبیعی ۹۸۰ کیلوگرم (۲٬۱۶۱ پوند) است. سیستم جعبه‌دندهٔ آن ۴ دنده به دو صورت خودکار و دستی است. این خودرو مدتی توسط شرکت زاگرس خودرو در ایران عرضه شد.

## نگارخانه

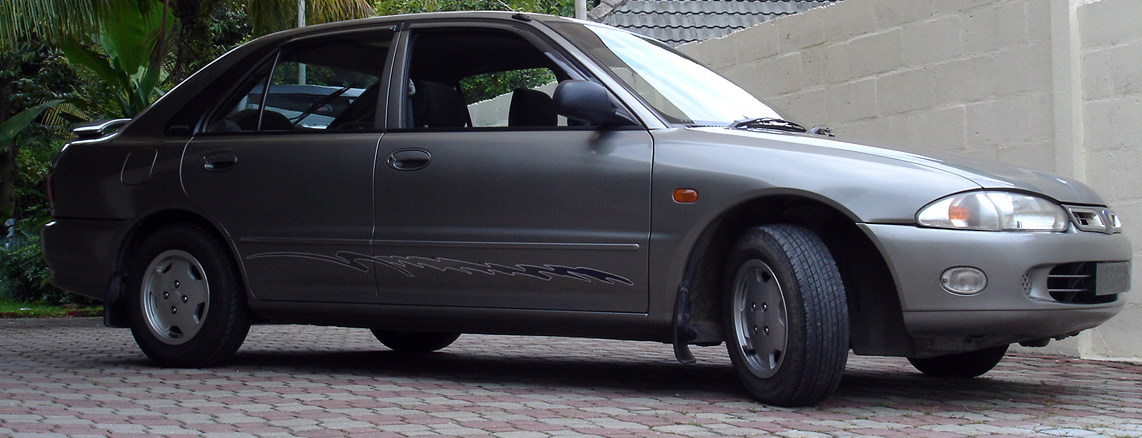
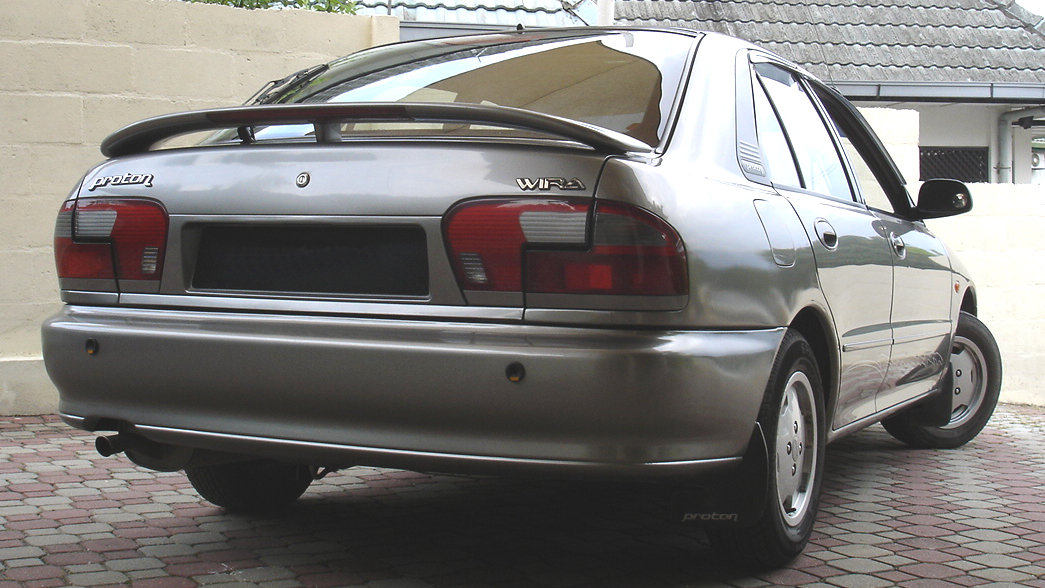
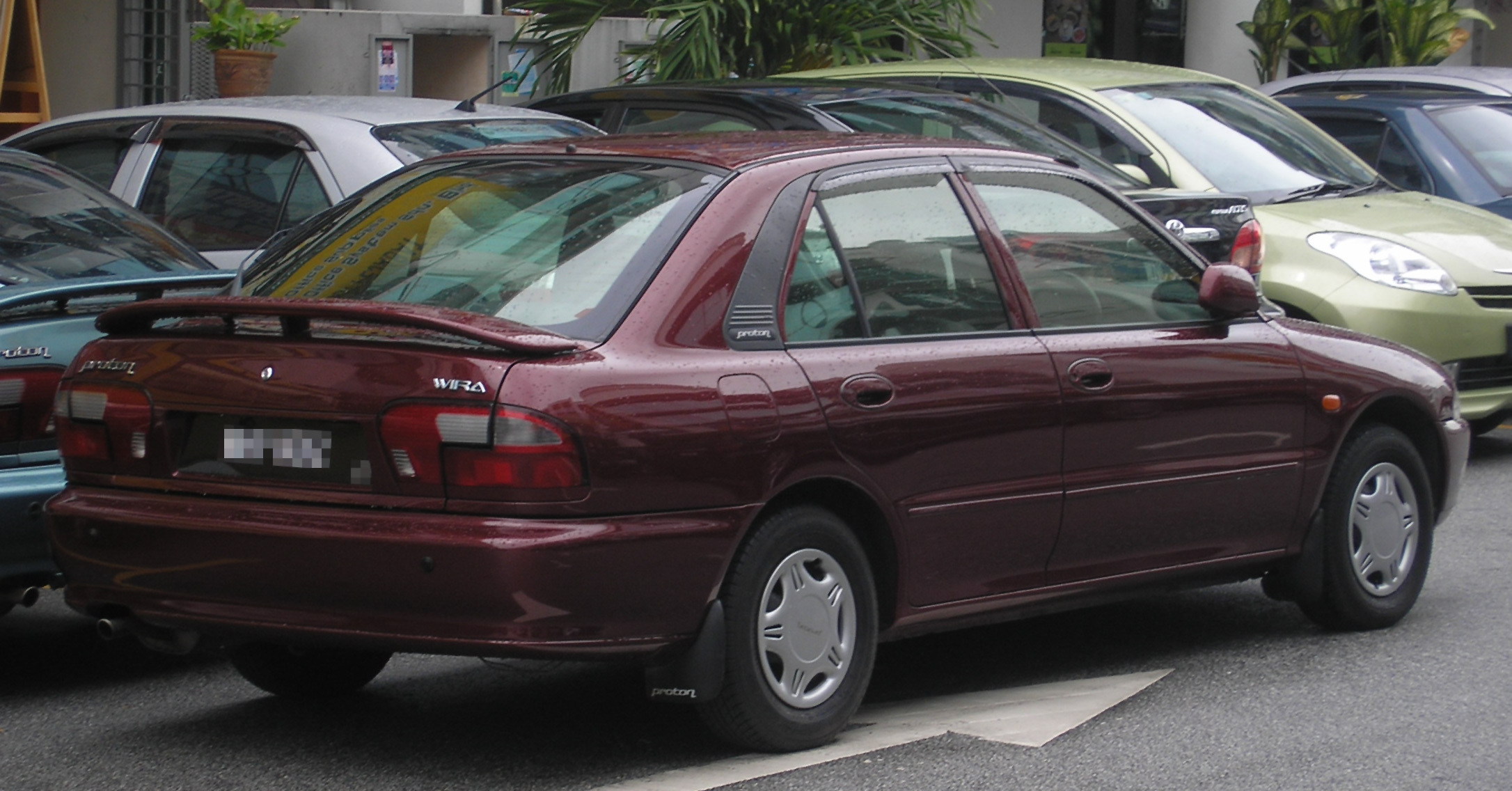